# Chantale Jeannotte
Chantale Jeannotte, née en 1964 à Montréal, est une femme politique québécoise, élue députée de Labelle à l'Assemblée nationale du Québec sous la bannière de la Coalition avenir Québec lors des élections générales du 1er octobre 2018.

## Biographie
Chantale Jeannotte naît à Montréal en 1964. Elle se marie le 2 juillet 1988 et a deux enfants, maintenant adultes. Elle réside à Mont-Tremblant depuis 1993 et toute sa famille pratique le ski à un haut niveau.

### Études
Rêvant de théatre et d'être comédienne, elle débute en 1981 un diplôme d'études collégiales (DEC) en sciences de la parole au Conservatoire Lassalle qu'elle obtient deux ans plus tard. Elle complète ensuite un baccalauréat et une maîtrise en sciences politiques à l'Université de Montréal, suivie d'un diplôme d’études approfondies de la Sorbonne à Paris.

### Carrière professionnelle
En début de carrière, elle est journaliste pour Radio-Canada, notamment pendant quelques années en Alberta. Par la suite, elle se tourne vers la fonction publique, où elle acquiert 27 années d'expérience dans différents ministères du gouvernement fédéral, dont 17 ans en développement économique régional.

### Carrière politique
Le 20 août 2018, elle est choisie par la Coalition avenir Québec comme candidate dans la circonscription de Labelle aux élections générales québécoises de 2018. Elle remporte la victoire de justesse et devient députée à l'Assemblée nationale du Québec.

## Résultats électoraux
|                                                                                               | Nom                           | Parti            | Nombre de voix | %      | Maj.   |
| --------------------------------------------------------------------------------------------- | ----------------------------- | ---------------- | -------------- | ------ | ------ |
|                                                                                               | Chantale Jeannotte (sortante) | Coalition avenir | 17 662         | 53,1 % | 11 296 |
|                                                                                               | Daniel Corbeil                | Parti québécois  | 6 366          | 19,1 % | -      |
|                                                                                               | Jasmine Roy                   | Québec solidaire | 4 079          | 12,3 % | -      |
|                                                                                               | Claude Paquin                 | Conservateur     | 3 173          | 9,5 %  | -      |
|                                                                                               | Annie Bélizaire               | Libéral          | 1 679          | 5 %    | -      |
|                                                                                               | François Beauchamp            | Climat Québec    | 313            | 0,9 %  | -      |
| Total                                                                                         | Total                         | Total            | 33 272         | 100 %  |        |
| Le taux de participation lors de l'élection était de 65,1 % et 622 bulletins ont été rejetés. |                               |                  |                |        |        |

|                                                                                               | Nom                    | Parti               | Nombre de voix | %      | Maj. |
| --------------------------------------------------------------------------------------------- | ---------------------- | ------------------- | -------------- | ------ | ---- |
|                                                                                               | Chantale Jeannotte     | Coalition avenir    | 11 784         | 36,5 % | 599  |
|                                                                                               | Sylvain Pagé (sortant) | Parti québécois     | 11 185         | 34,6 % | -    |
|                                                                                               | Gabriel Dagenais       | Québec solidaire    | 4 954          | 15,3 % | -    |
|                                                                                               | Nadine Riopel          | Libéral             | 3 524          | 10,9 % | -    |
|                                                                                               | René Fournier          | Vert                | 395            | 1,2 %  | -    |
|                                                                                               | Francis Brosseau       | Conservateur        | 265            | 0,8 %  | -    |
|                                                                                               | Régis Ostigny          | Citoyens au pouvoir | 181            | 0,6 %  | -    |
| Total                                                                                         | Total                  | Total               | 32 288         | 100 %  |      |
| Le taux de participation lors de l'élection était de 67,2 % et 465 bulletins ont été rejetés. |                        |                     |                |        |      |